# Le Timbre d'argent
Versions successives
- 1877 : création
- 1914 : nouvelle version à La Monnaie

Personnages
Le Timbre d'argent est un drame lyrique (ou opéra fantastique) en 4 actes de Camille Saint-Saëns sur un livret de Jules Barbier et Michel Carré, composé en 1864-1865 mais créé seulement le 23 février 1877 au Théâtre-Lyrique-National à Paris sous la direction de Jules Danbé.

## Résumé
Conrad, peintre raté, gît sur son lit, souffrant d'un mal mystérieux que son médecin ne peut soigner. Obsédé par l'argent et attiré par une danseuse, Fiammetta, dont il a peint le portrait en Circé, il ne rend pas à Hélène l'amour sincère que celle-ci lui donne et refuse l'aide que Bénédict, fiancé de la sœur d'Hélène, voudrait lui apporter. Au cours de la nuit, un personnage diabolique, qui a la figure du médecin, vient proposer à Conrad d'obtenir tout l'or qu'il souhaite et l'amour de Fiammetta en appuyant sur un timbre d'argent magique (sorte de cloche). Lorsqu'il le fait retentir, il reçoit en effet la richesse, mais le père d'Hélène meurt subitement. Conrad profite de son or pour séduire Fiammetta, en se lançant dans une ruineuse concurrence avec un marquis, qui a lui aussi l'apparence du médecin. Finalement il apprend que toute sa richesse lui a été volée par son intendant, et décide de revenir vers Hélène.
Bénédict épouse sa fiancée, mais il meurt soudainement au plus fort de la fête, lorsque Conrad, à nouveau tenté par l'envoyé du Diable, presse une seconde fois le timbre d'argent. Désespéré, Conrad renonce définitivement à ses rêves malsains et se débarrasse du timbre d'argent que vient lui tendre le spectre de Bénédict. À ce moment, Conrad se réveille de ce qui n'était qu'un songe. Il est enfin prêt à aimer Hélène.

## Historique
Tout comme Les Contes d'Hoffmann des mêmes auteurs, Le Timbre d'argent est d'abord une pièce de théâtre écrite par Jules Barbier et Michel Carré pour le théâtre de l'Odéon. Après avoir contacté plusieurs compositeurs, tels Henry Litolff ou Fromental Halévy, pour le transformer en opéra-comique, ils confient leur livret avec le jeune Camille Saint-Saëns. La partition complétée, celui-ci la présente au directeur du Théâtre-Lyrique, Léon Carvalho, qui la reçoit mais quitte ses fonctions avant qu'elle ne soit montée. Émile Perrin, directeur de l'Opéra de Paris, accepte le projet sous réserve que les auteurs ajoutent un acte avant de se désintéresser de la pièce. Camille du Locle qui vient de rependre l'Opéra-Comique se montre à son tour intéressé mais il demande lui aussi des changements (dont la suppression du ballet), ce que Saint-Saëns refuse. C'est finalement Albert Vizentini, chef d'orchestre de Jacques Offenbach qui vient de succéder à ce dernier à la tête de la Gaîté-Lyrique (rebaptisée Théâtre-Lyrique-National), qui se charge de la création le 23 février 1877.
L’œuvre a été profondément remaniée par Saint-Saëns pour sa recréation à La Monnaie de Bruxelles en 1914.

## Distribution
| Rôle                                                                                         | Tessiture | Créateurs, 23 février 1877 (chef d’orchestre : Jules Danbé) |
| -------------------------------------------------------------------------------------------- | --------- | ----------------------------------------------------------- |
| Circé / Fiammetta                                                                            | danseuse  | Mme Théodore                                                |
| Hélène                                                                                       | soprano   | Mme Salla                                                   |
| Rosa                                                                                         | soprano   | Mme Sablairolles                                            |
| Conrad                                                                                       | ténor     | M. Blum                                                     |
| Spiridion                                                                                    | baryton   | Léon Melchissédec                                           |
| Bénédict                                                                                     | ténor     | M. Caisso                                                   |
| Rosenthal                                                                                    | basse     | M. Bonnefoy                                                 |
| Patrick                                                                                      | ténor     | M. Aujac                                                    |
| Frantz                                                                                       | ténor     | M. Watson                                                   |
| Rodolphe                                                                                     | ténor     | M. Demosy                                                   |
| Étudiants, jeunes seigneurs, mendiants, bourgeois, paysans, valets, masques, nymphes - chœur |           |                                                             |

## Numéros musicaux
- Ouverture

Acte I
- no 1 Chœur, scène et prière « Nuit d'ivresse et de fête » - Hélène, Rosa, Bénédict, Spiridion
- no 2 Mélodie « Demande à l'oiseau qui s'éveille » - Bénédict
- no 3 Chœurs et air « Carnaval ! Carnaval ! » - Conrad
- no 4 Final « Circée ! renais à la vie » - Conrad, Spiridion

Acte II - 1er tableau
- Entr'acte
- no 5 Chœur et scène « Gloire à la belle des belles » - Conrad, Spiridion
- no 6 Pas de l'abeille - Circée
- no 7 Quintette « À vous les dés, marquis » - Conrad, Frantz, Rodolphe, Spiridion, Rosenthal
- no 8 Romance « Le bonheur est chose légère » - Hélène, Conrad

Acte II - 2e tableau
- Entr'acte
- no 9 Chœur et scène « Séduisante Almée » - Conrad, Spiridion
- no 10 Chanson napolitaine « De Naples à Florence » - Spiridion
- no 11 Scène et chant bachique « Par le Ciel ! » - Conrad, Spiridion, chœur
- no 12 Final « Viva ! » - Conrad, Patrick, Spiridion

Acte III
- no 13 Entr'acte et chœur « Voici le seuil hospitalier »
- no 14 Duo « Chère sœur, quel nuage » - Hélène, Rosa
- no 15 Récit et cavatine « Maîtrise ton délire » - Conrad
- no 16 Duo « Hélas ! que lui dire ? » - Hélène, Conrad
- no 17 Scène « Allons, plus de faiblesse » - Conrad, Spiridion
- no 18 Chœur et chanson « Le papillon et la fleur » - Rosa, Bénédict
- no 19 Scène, danse et final « Holà ! mes amis » - Hélène, Conrad, Bénédict, Spiridion

Acte IV
- no 20 Entr'acte et chœur « Carnaval ! Carnaval ! »
- no 21 Ballade « Quel est donc ce timbre » - Spiridion
- no 22 Chœur, scène et ballet « Valse des filles d'Enfer » - Conrad, Spiridion
- no 23 Final « Que me veux-tu »

## Principales productions

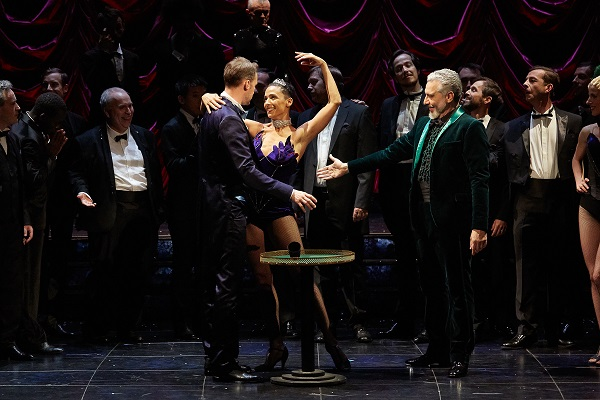
Raphaëlle Delaunay, Edgaras Montvidas et Tassis Christoyannis, dans la production de l'Opéra-Comique, en 2017.

- Bruxelles : 10 février 1879 au théâtre de la Monnaie
- Monaco : 26 février 1907 au théâtre de Monte-Carlo
- Paris : 9 juin 2017 à l'Opéra-Comique : direction musicale de François-Xavier Roth, mise en scène de Guillaume Vincent et chorégraphie de Raphaëlle Delaunay, avec Edgaras Montvidas, Hélène Guilmette, Tassis Christoyannis, Yu Shao, Jodie Devos, chœur de chambre Accentus, orchestre Les Siècles[2]
- Sussex, UK : 05 mai 2025 : direction musicale de Toby Purser, mise en scène de Paul Higgins et dramaturge Benjamin Poole et chorégraphie de Namiko Gahier-Ogawa, avec Anthony Flaum, Sky Ingram, Arshak Kuzikyan, Harun Tekin, Lucy Farrimond, chœur de New Sussex Opera, St. Pauls Sinfonia.

## Discographie
- Edgaras Montvidas (Conrad), Hélène Guilmette (Hélène), Tassis Christoyannis (Spiridion), Yu Shao (Bénédict), Jodie Devos (Rosa), chœur de chambre Accentus, orchestre Les Siècles, François-Xavier Roth (dir.) - Bru Zane, 2020 (2 CD)